# Пиритиаминдезаминаза
В энзимологии пиритиаминдезаминаза (Шифр КФ 3.5.4.20) — фермент, катализирующий химическую реакцию:
1-(4-амино-2-метилпиримид-5-илметил)-3-(бета-гидроксиэтил)-2-метилпиридиния бромид + H 2 O {\displaystyle \rightleftharpoons } 1-(4-гидрокси-2-метилпиримид-5-илметил)-3-(бета-гидроксиэтил)-2-метилпиридиния бромид + NH 3
3 субстрата этого фермента представляют собой 1-(4-амино-2-метилпиримид-5-илметил)-3-(бета-гидроксиэтил)-2-, метилпиридиния бромид и H2O, тогда как его 3 продукта представляют собой 1-(4-гидрокси-2-метилпиримид-5-илметил)-3-(бета-гидроксиэтил)-2-, метилпиридиния бромид и NH3.
Этот фермент принадлежит к семейству гидролаз, которые действуют на связи углерод-азот, отличные от пептидных связей, особенно в циклических амидинах. Систематическое название этого класса ферментов — 1-(4-амино-2-метилпиримид-5-илметил)-3-(бета-гидроксиэтил)-2-метилпиридинийбромидаминогидролаза.

## Использованная литература
- Metabolism of pyrithiamine by the pyrithiamine-requiring mutant of Staphylococcus aureus. Biochem. J. 107 (2): 165–9. 1968. PMID 5641872.